# Justin McCaw
Justin Jamel McCaw (* 12. Oktober 1998 in Bruck an der Mur) ist ein österreichisch-US-amerikanischer Basketballspieler.

## Laufbahn
Der Sohn des früheren Basketballprofis Sean McCaw gab während des Spieljahres 2015/16 seinen Bundesliga-Einstand für die Kapfenberg Bulls. 2016 ging er in die Vereinigten Staaten, das Heimatland seines Vaters, um dort an der ThunderRidge High School (Bundesstaat Colorado) zu spielen. In der Saison 2018/19 stand er im Aufgebot des Northwest Kansas Technical College, kam aber nicht zum Einsatz, im Februar 2019 schloss er sich dem Bundesligisten Arkadia Traiskirchen an. Im Vorfeld der Saison 2019/20 wechselte er innerhalb der Liga zum UBSC Raiffeisen Graz. Dort gab er im November 2019 einen positiven Dopingtest ab, es waren Cannabinoid-Spuren in der Probe gefunden worden. Er wurde deswegen für zwei Jahre bis 6. März 2022 gesperrt. Im Herbst 2023 spielte er kurzzeitig wieder für den UBSC Raiffeisen Graz.

### Nationalmannschaft
2016 nahm McCaw mit Österreichs U18-Auswahl an der B-Europameisterschaft teil.